# 許晉祁
許晉祁（1862年—？），字介侯，廣西省桂林府臨桂縣（今廣西壯族自治區桂林市）人，清朝政治人物、進士出身。
光緒十六年（1890年），登庚寅恩科進士，同年五月，改翰林院庶吉士。光緒十八年五月，散館，授翰林院編修。光緒二十年（1894年），任順天鄉試同考官。光緒二十年，任國史館協修官；次年任乙未科會試同考官。后以知府分發省分補用。